# 貝努埃河

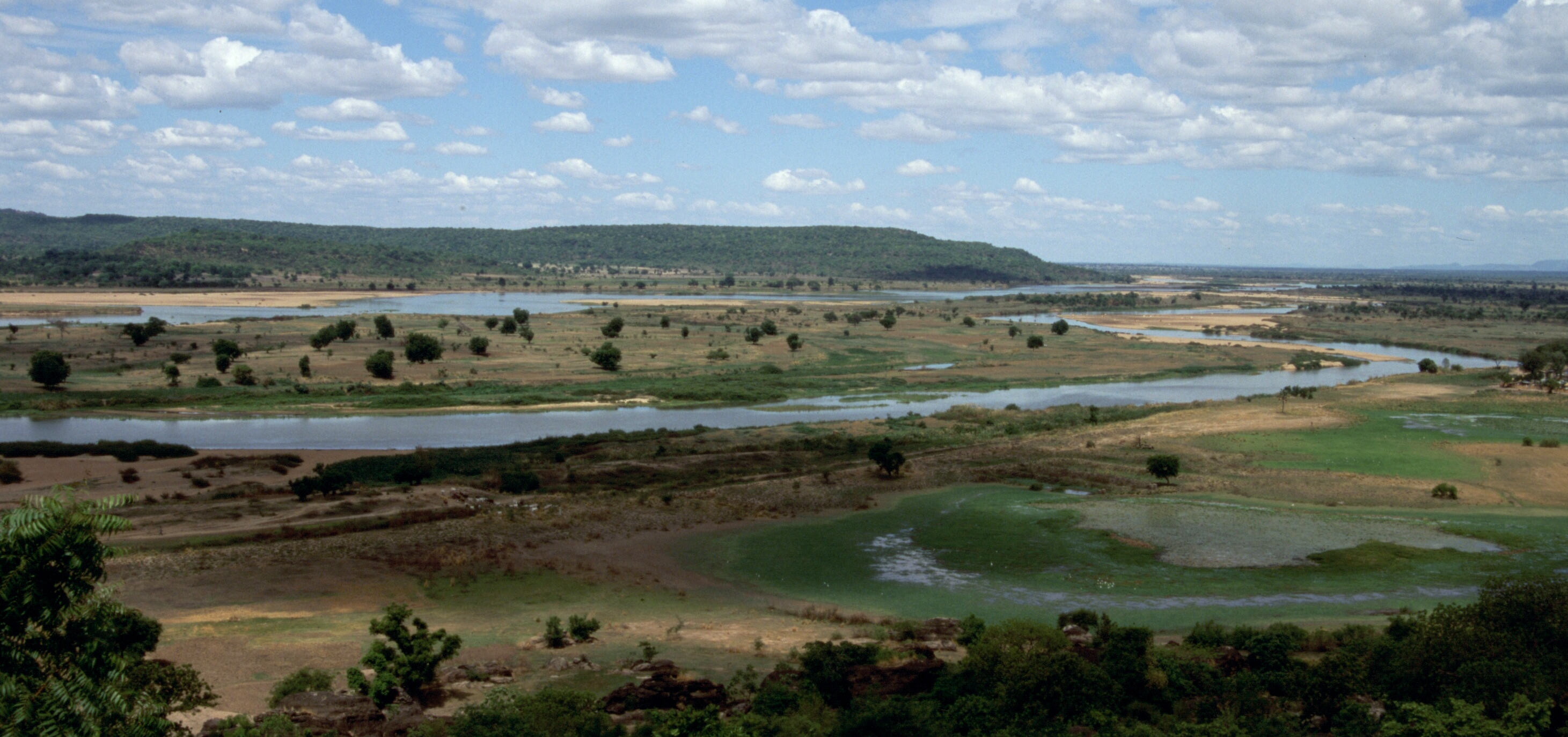
自吉梅達往東南方眺望

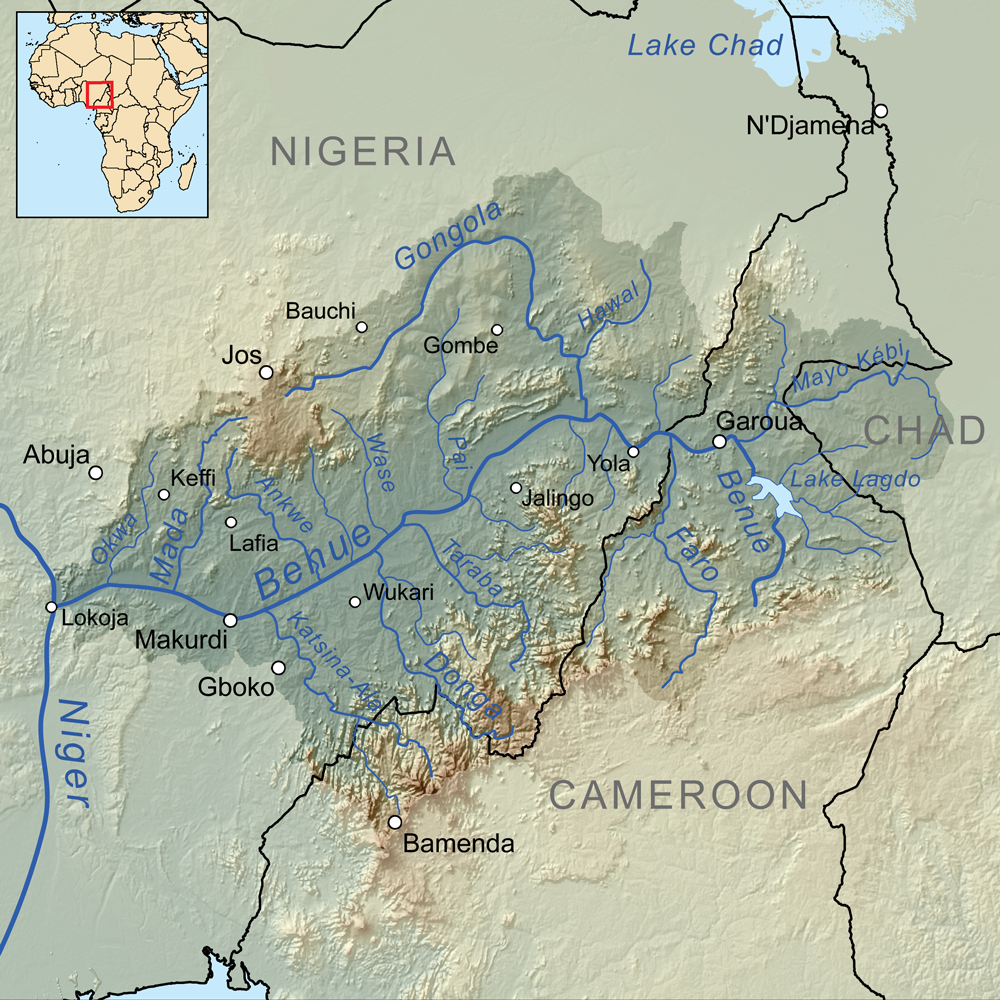
貝努埃河流域地圖

貝努埃河 （英語：Benue River）是非洲尼日河的主要支流，全長1,400公里。發源於喀麥隆阿達馬瓦高原，向西流至洛科賈與尼日河幹流匯流，在地圖上形成了一個「Y」形。